# 波莉·奇諾娃
波莉·普拉美諾娃·葛諾娃 （羅馬化：Poli Plamenova Genova，1987年2月10日—），是一位保加利亞的女歌手，曾代表她的國家在德國參與2011年歐洲歌唱大賽，葛諾娃於四強賽中表演她的歌曲《Na inat》(保加利亞語:На инат)。她也第2次代表保加利亞在瑞典的斯德哥爾摩參與2016年歐洲歌唱大賽，表演歌曲為《If Love Was a Crime》，在總決賽中獲得第4名 – 為她國家創下紀錄。這也是自2007年以來保加利亞第1次有資格參與總決賽。

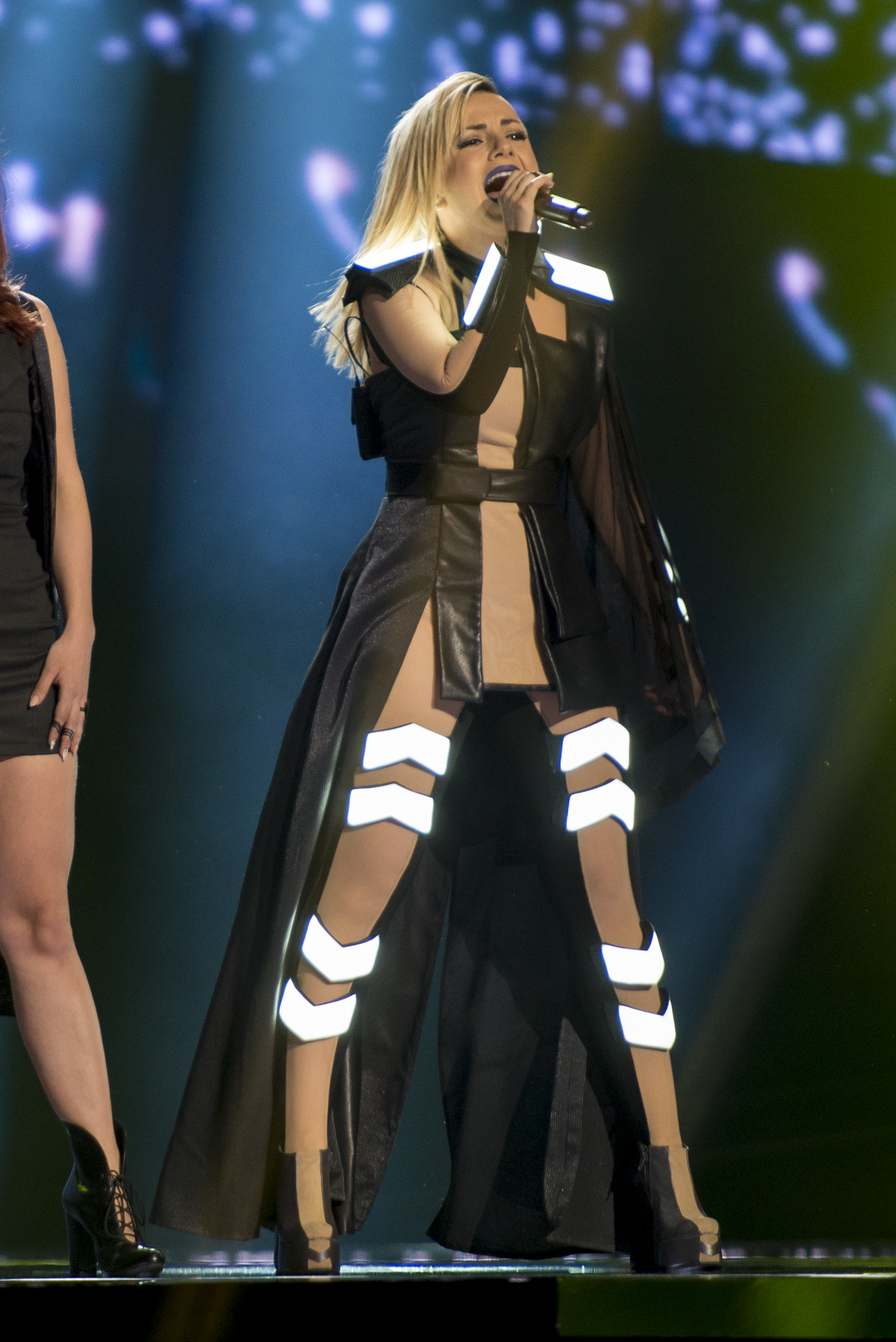
葛諾娃於2016年歐洲歌唱大賽的表現